# Touring the Angel: Live in Milan
Touring the Angel: Live in Milan es un álbum en directo del grupo inglés de música electrónica, Depeche Mode (David Gahan, Martin Gore, Andrew Fletcher), dirigido por Blue Leach, publicado en DVD en 2006.
Es su tercer álbum en directo publicado en DVD. Como su nombre indica, contiene material de dos conciertos realizados el 18 y 19 de febrero de 2006 en el Fila Forum de la ciudad de Milán, en Lombardía, Italia, correspondientes a la gira Touring the Angel con motivo del álbum Playing the Angel de 2005, un segundo disco con material adicional, así como un CD también en vivo. Apareció también en edición de un solo disco; éste es el mismo primer DVD del paquete de tres discos, es decir, solo el concierto.

## Edición sencilla
| DVD 1 - Touring the Angel Live in Milan | |          |  |
| N.º                                     | Título                                                                                               | Duración |  |
| 1.                                      | «Intro instrumental de I Want It All» (en vivo en Milán en 2006; no disponible en el menú de pistas) | 1:48     |  |
| 2.                                      | «A Pain That I'm Used To» (en vivo en Milán en 2006)                                                 | 4:13     |  |
| 3.                                      | «John the Revelator» (en vivo en Milán en 2006)                                                      | 3:35     |  |
| 4.                                      | «A Question of Time» (en vivo en Milán en 2006)                                                      | 4:25     |  |
| 5.                                      | «Policy of Truth» (en vivo en Milán en 2006)                                                         | 5:14     |  |
| 6.                                      | «Precious» (en vivo en Milán en 2006)                                                                | 4:42     |  |
| 7.                                      | «Walking in My Shoes» (en vivo en Milán en 2006)                                                     | 6:25     |  |
| 8.                                      | «Suffer Well» (en vivo en Milán en 2006)                                                             | 3:36     |  |
| 9.                                      | «Macro» (en vivo en Milán en 2006)                                                                   | 4:23     |  |
| 10.                                     | «Home» (en vivo en Milán en 2006, con introducción de su versión Air "Around the Golf")              | 5:35     |  |
| 11.                                     | «I Want It All» (en vivo en Milán en 2006)                                                           | 5:20     |  |
| 12.                                     | «The Sinner in Me» (en vivo en Milán en 2006)                                                        | 5:14     |  |
| 13.                                     | «I Feel You» (en vivo en Milán en 2006)                                                              | 7:02     |  |
| 14.                                     | «Behind the Wheel» (en vivo en Milán en 2006)                                                        | 5:14     |  |
| 15.                                     | «World in My Eyes» (en vivo en Milán en 2006)                                                        | 5:20     |  |
| 16.                                     | «Personal Jesus» (en vivo en Milán en 2006)                                                          | 6:08     |  |
| 17.                                     | «Enjoy the Silence» (en vivo en Milán en 2006)                                                       | 7:49     |  |
| 18.                                     | «Shake the Disease» (en vivo en Milán en 2006, en versión acústica solo con piano)                   | 5:52     |  |
| 19.                                     | «Just Can't Get Enough» (en vivo en Milán en 2006)                                                   | 4:39     |  |
| 20.                                     | «Everything Counts» (en vivo en Milán en 2006)                                                       | 6:20     |  |
| 21.                                     | «Never Let Me Down Again» (en vivo en Milán en 2006)                                                 | 8:00     |  |
| 22.                                     | «Goodnight Lovers» (en vivo en Milán en 2006)                                                        | 4:16     |  |

| Temas adicionales |                                                 |          |  |
| N.º               | Título                                          | Duración |  |
| 1.                | «A Question of Lust» (en vivo en Milán en 2006) | 4:28     |  |
| 2.                | «Damaged People» (en vivo en Milán en 2006)     | 4:01     |  |

Créditos
Blue Leach - dirección
David Gahan - vocales
Martin Gore - guitarra, vocales y teclados
Andrew Fletcher - teclados
Christian Eigner - batería
Peter Gordeno - teclados, incluyendo el modo piano, y apoyo vocal
Emer Patten - producción
Jonathan Kessler - producción ejecutiva por Baron Inc
Daniel Miller - producción ejecutiva por Mute
John Moule - producción ejecutiva por Mute
La mayoría de los temas fueron compuestos por Martin Gore, excepto Suffer Well y I Want It All que fueron compuestos por David Gahan, Christian Eigner y Andrew Phillpott, así como Just Can't Get Enough que fue compuesto por Vince Clarke.

### Edición estándar
Esta contiene un segundo disco con material adicional, así como un disco de audio.

| DVD 2 – contenido adicional |                                                                                                |          |  |
| N.º                         | Título                                                                                         | Duración |  |
| 1.                          | «Touring the Angel Documentary» (documental con Anton Corbijn sobre el diseño de la gira)      | 20:24    |  |
| 2.                          | «Tour Announcement» (vídeo de la conferencia de prensa en Düsseldorf, Alemania, sobre la igra) | 3:35     |  |
| 3.                          | «Playing the Angel» (Electronic Press Kit)                                                     | 11:43    |  |
| 4.                          | «Behind the Wheel» (proyección del concierto)                                                  | 5:10     |  |
| 5.                          | «The Sinner in Me» (proyección del concierto)                                                  | 4:59     |  |
| 6.                          | «Walking in My Shoes» (proyección del concierto)                                               | 6:20     |  |
| 7.                          | «World in My Eyes» (proyección del concierto)                                                  | 5:15     |  |
| 8.                          | «Never Let Me Down Again» (proyección del concierto)                                           | 6:12     |  |
| 9.                          | «Créditos»                                                                                     | 1:52     |  |

En este caso, el disco de audio es básicamente un EP, pues contiene la versión en vivo únicamente de las canciones correspondientes al álbum
Playing the Angel.

| Touring the Angel Live in Milan CD |                                                      |          |  |
| N.º                                | Título                                               | Duración |  |
| 1.                                 | «A Pain That I'm Used To» (en vivo en Milán en 2006) | 4:13     |  |
| 2.                                 | «John the Revelator» (en vivo en Milán en 2006)      | 3:35     |  |
| 3.                                 | «Precious» (en vivo en Milán en 2006)                | 4:42     |  |
| 4.                                 | «Suffer Well» (en vivo en Milán en 2006)             | 3:36     |  |
| 5.                                 | «Macro» (en vivo en Milán en 2006)                   | 4:23     |  |
| 6.                                 | «I Want It All» (en vivo en Milán en 2006)           | 5:20     |  |
| 7.                                 | «The Sinner in Me» (en vivo en Milán en 2006)        | 5:14     |  |
| 8.                                 | «Damaged People» (en vivo en Milán en 2006)          | 4:01     |  |

Adicionalmente el disco de audio de tan solo ocho canciones apareció también como la versión digital de Live in Milan.

## Datos
- En América, la edición de tres discos de Live in Milan apareció en CD con dos DVD, la presentación llamada Digipak.
- La interpretación de John the Revelator en concierto había sido publicada dos meses antes como el video de esa canción.
- Adicionalmente a Live in Milan, otros cuarenta y tres conciertos de la gira fueron grabados, todos titulados Recording the Angel y puestos a la venta de manera exclusiva y limitada, todos con una misma portada diseñada por Anton Corbijn.
- De la misma gira, el concierto del 4 de junio de 2006 en la ciudad de Nürburgring, Alemania, correspondiente al festival Rock am Ring, fue grabado en su totalidad, también en forma audiovisual, por el canal estadounidense MTV y la televisión alemana, el cual además está también disponible en la serie Recording the Angel.

Como otras ideas llevadas a DM por el cantante David Gahan, la idea del EP en vivo solo con los temas correspondientes al material promocionado fue practicada primero por él en 2003, cuando publicó su DVD en directo Live Monsters, del cual adicionalmente aparecieran solo en formato digital la interpretación de los temas de su disco Paper Monsters. Ello fue tan bien recibido por DM, que el siguiente material en vídeo apareció con su propia versión solo en CD, y el subsiguiente también, pero incluso en edición en separado solo de audio.